# Departamento de Economía (Universidad Nacional del Sur)
El Departamento de Economía es uno de los 17 departamentos que constituyen la Universidad Nacional del Sur, localizada en la ciudad de Bahía Blanca, Argentina.

## Historia
Esta unidad académica fue creada el 24 de marzo de 1956 siendo una unidad fundacional de la universidad, comenzó dictando únicamente la carrera de Licenciatura en Economía convirtiéndose así en la primera institución que la dictó a nivel nacional.
En junio de 2016 se aprobó la creación de la Tecnicatura Universitaria en Economía y Gestión de Empresas Alimentarias, el dictado de clases de esta carrera aún no ha comenzado.

## Carreras
Las carreras de grado y pregrado del departamento son las siguientes:
| Carreras de grado                                                        | Duración |
| ------------------------------------------------------------------------ | -------- |
| Profesorado en Economía de la Enseñanza Media                            | 4 años   |
| Licenciatura en Economía                                                 | 5 años   |
| Profesorado en Economía                                                  | 5 años   |
| Carrera de pregrado                                                      |          |
| Tecnicatura Universitaria en Economía y Gestión de Empresas Alimentarias | 3 años   |